# Elzéar-Auguste Cousin de Dommartin
Pour les articles homonymes, voir Cousin et Dommartin.
Elzéar-Auguste Cousin de Dommartin né le 26 mai 1768 à Dommartin-le-Franc et mort le 9 juillet 1799 à Rosette en Égypte, est un général de division de la Révolution française .

## Biographie

### Son enfance et son adolescence
Elzéar-Auguste Cousin de Dommartin nait le 26 mai 1768 à Dommartin-le-Franc dans la Haute-Marne ; il est le fils de Arnoult François Cousin de Dommartin, seigneur de Dommartin et de Marie Rose Élisabeth d'Aulnay. La famille des Cousin de Dommartin est issue de la petite noblesse rurale et possède un château dans le centre de Dommartin-le-Franc. Il fait ses études au collège des Capucins de Joinville, bourg célèbre pour avoir été le village de Jean de Joinville, le biographe de Louis IX.

### Son parcours dans l'armée
Il commence ses classes à l'École royale d'artillerie de Metz en 1784, il passe son examen de sortie le 15 août 1785 et devient sous-lieutenant le 1er septembre de la même année, il a 17 ans. Il est classé à la 36e place de cet examen, devant un autre officier alors méconnu, Napoléon Bonaparte, classé 42e.
Il rejoint ensuite le régiment d'Auxonne et stationne à Metz à partir de 1787, c'est de cette ville qu'il suit les évènements de la Révolution, il est promu lieutenant en 1791. De janvier à mai 1792, il prend du service à Dommartin-le-Franc puis il est nommé capitaine et il est affecté dans le sud de la France. On retrouve sa trace à Lyon le 8 juin 1792. Sa compagnie est ensuite stationnée à Antibes et à Nice.
Des rébellions éclatant dans les villes du sud et partout en France, le général Jean-François Carteaux donne à Elzéar-Auguste Cousin de Dommartin le grade de lieutenant-colonel avec pour objectif de rétablir la discipline et d'instruire des hommes et des canonniers. En septembre 1793, il commande l'artillerie sous les ordres de Carteaux lors des combats des gorges d'Ollioules, près la ville de Toulon qui est occupée par les Anglais.
Le 7 septembre, Dommartin s'expose dangereusement pour maintenir ses canonniers à leurs postes, il est blessé plusieurs fois lors de ce combat, il a l'épaule fracassée, le bras fracturé, trois blessures au corps et la poitrine ouverte. Pour cet acte de bravoure, il est promu général de brigade le 23 septembre 1793. Il lui faut plus d'un an pour récupérer de ses blessures, ce qu'il fait près d'Antibes, commandant toujours sa compagnie. Son remplaçant est le jeune capitaine Bonaparte qui acquit justement une certaine notoriété pour ses actes lors du siège de Toulon.

### La campagne d'Italie

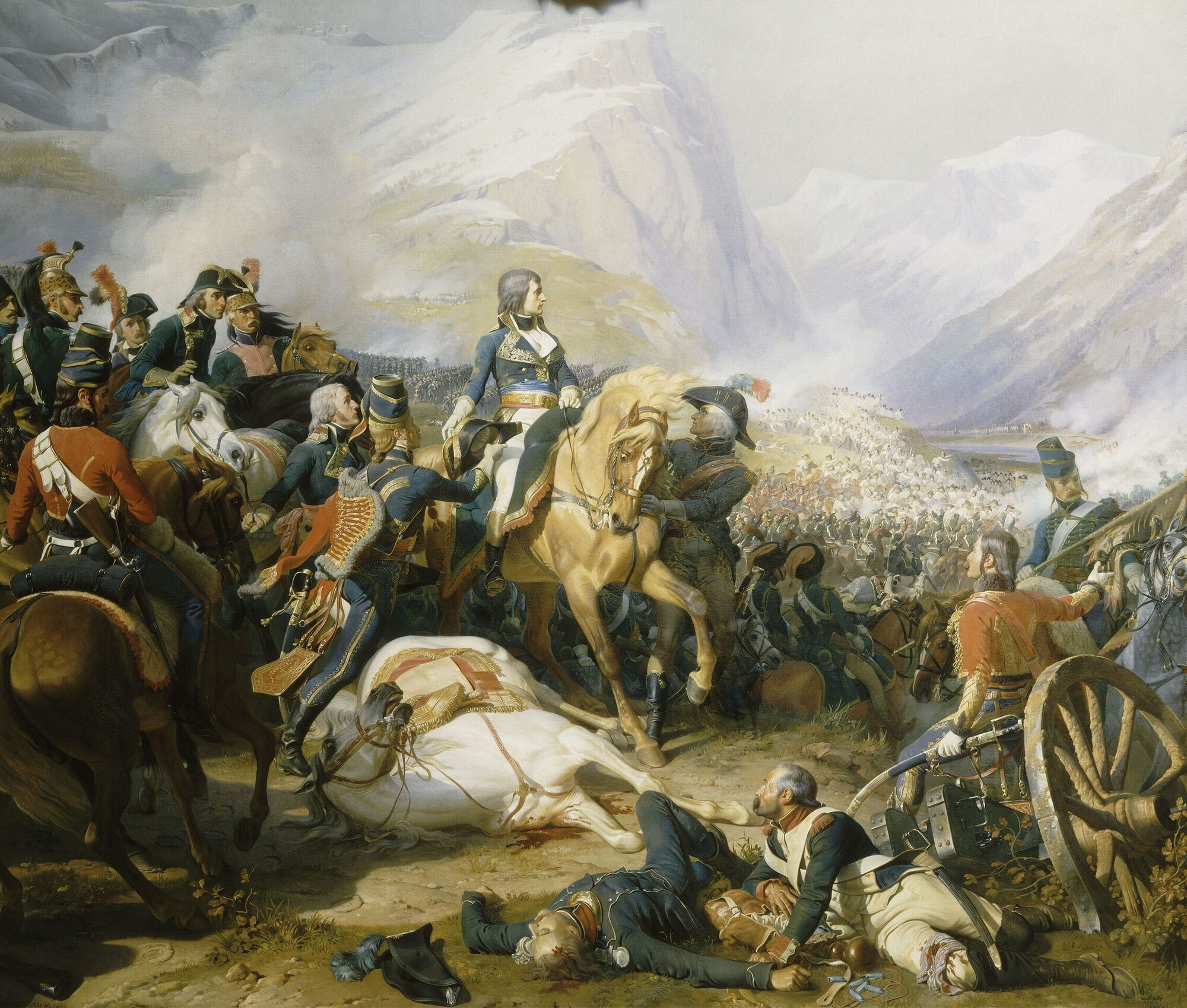
Félix Philippoteaux, Bonaparte à la bataille de Rivoli, 1845.

Il est ensuite affecté à l'armée d'Italie le 13 juin 1795. Il y commande une brigade d'avant-garde lorsque le général Bonaparte en prend le commandement en 1796. Au début de la campagne d'Italie, il prend le commandement de l'artillerie à cheval, poste où il s'illustre malgré la pauvreté du matériel déployé par l'armée d'Italie, grâce à sa grande expertise dans le domaine de l'utilisation de ce type de formation. Il est en permanence déployé au plus proche de Bonaparte durant cette campagne, qui a confiance en ses qualités et souhaite pouvoir disposer de l'artillerie à cheval en permanence tant il la juge efficace.
Il est présent à la plupart des succès de cette campagne, il prend part à la bataille de Montenotte, à la seconde bataille de Dego et à la bataille de Mondovi le 21 avril 1796. Le 26 mai, il enfonce les portes de Pavie en révolte. Le 3 août, il commande l'artillerie à la bataille de Castiglione. Le 7 août, il pénètre dans Vérone après en avoir fait sauter les portes. Le 4 septembre, Dommartin s'illustre une fois de plus au combat de Rovereto. En janvier 1797, il aide à repousser les colonnes autrichiennes lors de la bataille de Rivoli. À la fin de cette campagne, il est nommé à la 17e division militaire avec laquelle il s'oppose à une insurrection royaliste à Paris, protégeant ainsi la République. En septembre, il est employé à l'armée réunie de Sambre-et-Meuse et de Rhin-et-Moselle. Le 12 décembre 1797, il est nommé commandant en chef de l'artillerie de l'armée du Rhin.

### La campagne d'Égypte

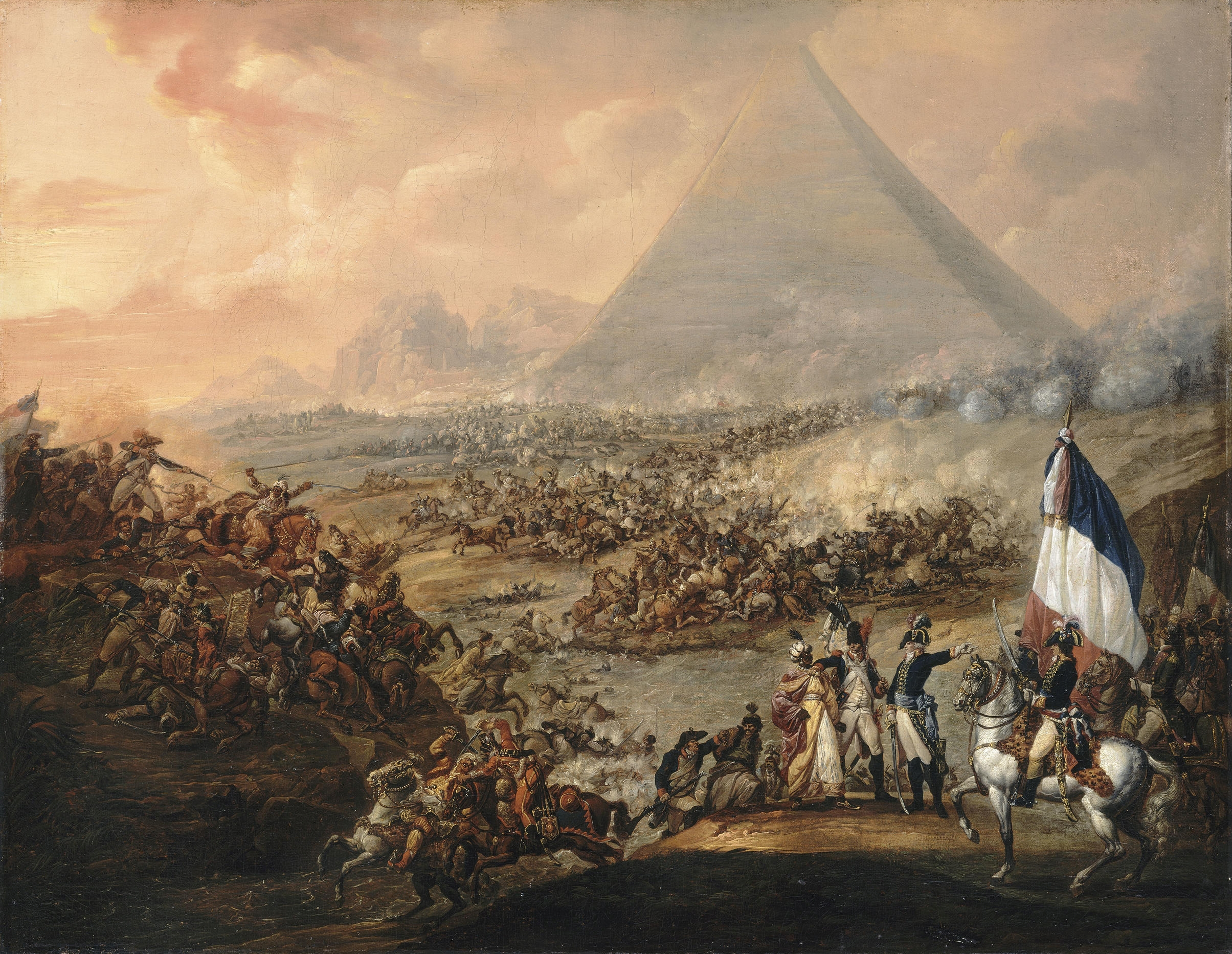
François Watteau, Bataille des Pyramides, Musée des Beaux-Arts de Valenciennes

Le 11 mars 1798, le général Bonaparte le nomme commandant en chef de l'artillerie pour la campagne d'Égypte. Le 18 mai 1798, ils embarquent tous les deux à bord du vaisseau amiral L'Orient. Dommartin débarque en pleine nuit près d'Aboukir et organise le débarquement des premières pièces d'artillerie. Le lendemain, Alexandrie est prise et les troupes françaises descendent vers Le Caire. Cette marche, effectuée en plein été dans le désert, reste gravée dans l'esprit de ceux qui en font partie.
Le 22 juillet 1798, Dommartin est promu général de division sur le champ de bataille des Pyramides. En octobre, il contribue à mater l'émeute du Caire, tandis que des savants français, des militaires isolés sont attaqués et tués par la populace, prompte à se soulever contre les Français. Dommartin s'occupe encore une fois de l'artillerie, ses canons sont mis en batterie sur la place de la grande mosquée et les coups à mitraille dispersent la populace. Il fait ensuite ouvrir les portes de la mosquée et c'est la fin de l'émeute.
Dommartin charge comme un hussard lors de la bataille de Salayeh, lorsque la cavalerie française est encerclée de toute part, Bonaparte l'en réprimande tout en faisant l'éloge de sa bravoure. Lors de l'expédition de Syrie, il dirige les travaux des sièges de El Arish et de Saint-Jean-D'Acre. Il commande l'arrière-garde pendant la retraite qui suit et échappe de peu à la peste.
Composition de la division Dommartin au début de la campagne :
- 171 pièces d'artilleries dont :
  - 35 canons de siège
  - 24 obusiers
  - 40 mortiers

- Effectifs : 3 150 hommes

- Distribués ainsi :
  - 5 compagnies à cheval
  - 14 compagnies à pied
  - 9 compagnies de demi-brigades

### Son dernier combat et sa mort
À peine est-il rentré au Caire que Bonaparte s’inquiète de la protection des côtes, la menace d'une attaque anglaise étant de plus en plus présente, il envoie aussitôt le général Dommartin en mission d'inspection. Le 22 juin 1799, ce dernier embarque sur le Nil à bord d'une felouque, petite embarcation à voile, baptisée elle aussi le Nil. Le lendemain 23 juin, un convoi est formé à partir de cette felouque, de son équipage, de son canot et d'une Djemé d'Alexandrie, de son équipage turc, d'un officier et de quatre volontaires de la 25e demi-brigade à son bord.
Dans la journée du 23 juin, la felouque a tendance à s'envaser ce qui freine sa progression. L'équipage observe des éléments de cavalerie toute la matinée surveillant le lent convoi. Le capitaine de la felouque constate que les lieux sont propices à une embuscade. Plus tard la felouque s'ensable, les soldats sont prisonniers de leur bateau et du Nil. Une masse d'infanterie et de cavalerie approche alors que la felouque demeure ensablée. Chacun se prépare à recevoir l'assaut qui ne fait plus aucun doute.
Vers une heure de l'après-midi des canons de 8 ouvrent le feu sur la felouque depuis une colline. Dans le même temps, près de deux mille hommes d'infanterie et de civils, armés de piques, de sabres et de mousquets, font mouvement vers le convoi, qui se retrouve vite sous le feu des mousquets, et l'équipage de la felouque se tient prêt à repousser l'assaut. La masse d'infanterie passe à l'abordage du convoi, tandis que la cavalerie mamelouk manœuvre en s'approchant. Le général Dommartin fait tirer la mitraille sur cette masse qui recule. Des coups de fusil achèvent de repousser le reste de la troupe. Pendant ce combat, l'équipage turc de le seconde djemé déserte, le canot est envoyé rechercher les soldats isolés sur cette dernière.
Vers 15 heures, les canons se remettent à faire feu sur la felouque, le combat devient très vif de chaque côté. L'ennemi entreprend un second assaut avec des djemés que quelques coups de canons coulent, les coups de mousquets finissent par repousser l'infanterie. Les Français diminuent leur feu car les munitions viennent à manquer. Le nombre de blessés et de tués encombrant le pont est impressionnant et le pont est maculé de sang. Un troisième abordage est repoussé dans la soirée par les survivants exténués. À vingt heures trente, le feu cesse tout à fait. Dommartin profite de l'obscurité pour faire jeter à l'eau du lest et ainsi permet de désensabler le bateau. À dix heures, la felouque continue sa route.
Il y a peu de survivants. Trois matelots et deux mousses de la felouque sont indemnes. Pour le reste de l'équipage, on compta dix hommes tués et trente et un blessés, y compris le capitaine de la felouque et son lieutenant, blessé au poignet et à la cuisse. L'officier de la 25e demi-brigade est tué dans l'affrontement. Le chef de bataillon D'Anthourd affiche des blessures à la main et à la tête. Le capitaine Cœuret est blessé aux reins et aux bras. Sur les sept canonniers de Dommartin, quatre sont tués et trois blessés. Le général a été blessé à cinq reprises. Il s'est exposé afin de redonner du courage à ses hommes, de renforcer la défense et d'organiser la riposte.
Le 25 juin, la felouque parvient à Rosette. Elzéar-Auguste Cousin de Dommartin, atteint par le tétanos, succombe le 9 juillet. Son corps repose à Rosette en Égypte.

## Familles et autres informations
- Son père, Arnoult François Cousin de Dommartin, mourut le 17 septembre 1791.
- Sa sœur ainée, Marie Rose Agnès Cousin de Dommartin (née le 8 novembre 1763 et morte le 29 décembre 1832) se marie avec René-Joseph de Châteauvieux, qui meurt en Égypte le 1er août 1800[1].
- Le Directoire offrit une pension à Madame de Dommartin pour la mort de son fils. Voici sa réponse brève et honorable : « Je remercie les représentants de la nation, mais je ne puis vivre du sang de mon fils. »
- Le nom d'Elzéar-Auguste Cousin de Dommartin apparait sur la 25e colonne du pilier sud de l'arc de triomphe de l'Étoile.

## États de service
- Élève-officier au 1er septembre 1784.
- Sous-lieutenant au 1er septembre 1785.
- Lieutenant au 1er avril 1791.
- Capitaine au 6 février 1792.
- Chef de bataillon au 2 septembre 1793.
- Lieutenant-colonel quelques jours plus tard.
- Général de brigade au 23 septembre 1793.
- Général de division (à titre provisoire) le 22 juillet 1798.

## Affectations
- École royale d'artillerie de Metz (1784).
- Régiment d’Auxonne (1785).
- 1er régiment d'artillerie (1791).
- 4e régiment d'artillerie (1792).
- Commandant d'une compagnie d'artillerie légère (successivement les 13e, 14e, 15e et 17e) (1793).
- Armée d'Italie (de 1795 à 1797).
- Commandant de la 17e division d'artillerie (avril 1797).
- Armée de Sambre-et-Meuse et de Rhin-et-Moselle (12 septembre 1797).
- Armée du Rhin (décembre 1797).
- Armée d'Orient (1798).